# Sindrome dell'anagen lasso
Per sindrome dell'anagen lasso in campo medico, si intende una malattia autosomica dominante, che riguarda i follicoli piliferi, dove comporta una facile, e anomala estrazione dei capelli.

## Epidemiologia
Colpisce prevalentemente in età infantile, senza preferenza di sesso, la sua diffusione è rara e la sua scoperta recente.

## Eziologia
Le cause rimangono sconosciute, molte ipotesi sono state fatte sulle cause, alcune correlate semplicemente all'età.